# نوپسرها ملانوسلیس
نوپسرها ملانوسلیس یک گونه سوسک از خانوادهٔ سوسک‌های شاخک‌دراز است. پروفسور Olof Christopher Aurivillius در سال ۱۹۲۲ این گونه را توصیف و بررسی کرد.